# 魔界コンビニ物語
『魔界コンビニ物語』（まかいコンビニものがたり）は、こやま基夫による日本の漫画作品。『ヤングキング』（少年画報社）にて連載された。単行本は全1巻。

## あらすじ
都会の片隅にあるコンビニエンスストア「ネクロノマート」。ここは、人間界に住んでいる魔物のために作られたコンビニだった。
店長である悪魔、魔理亜とそんな事とはつゆ知らず、バイト店員と言う名目でこき使われるボンクラ青年草葉景紀を中心に今日も都会のどこかで営業中。

## 登場人物
草葉景紀（くさば かげき）
日和見大学に通う大学生。1ヶ月の間にバイト先を6件も解雇されるダメ人間。学業もおろそからしく、仕送りをカットされ家賃も払えず電話も止められてしまったところでネクロノマートに遭遇、大金に目が眩んで魔理亜と契約「500年間の奴隷待遇」が決まってしまう。
最初の内は非常識な常連や店長の横暴に翻弄されていたが、魔物ハンターの襲撃に際し「自分にできる事」を自覚、最終話では自主出勤するほどの「天職」となる（それまでは勤務時間に強制的に召喚されていた）。
魔理亜（まりあ）
ネクロノマート0号店の店長。大魔王ルシファーの一人娘だが、悪たれ振りが過ぎて半ば追放処分に近い形で店長を押し付けられた。
三浦（みうら）
吸血鬼。昨今では人を襲うのも大変な為、ネクロノマートの人工血液が生命線。常連客の中でも登場回数が多く、景紀に対しての解説役になることも多い。血の味にはうるさい様で景紀の血は不味いらしい。
犬神（いぬがみ）
狼男。満月の夜には変身して首都高を走る体力バカ（利用料金はきちんと払っている）。
腐薙（くさなぎ）
ゾンビ。体が腐っているだけで善人だが、食事時に現れると大迷惑な人物。肉が全て腐り落ちて骨だけになると死神にランクアップできるらしい。
冬槻（ふゆつき）
雪女。雪女としては人が良すぎる為か、落とした男を凍らせる事が出来ず、人恋しさから夏場なのに山を下りてバイトしていた。
高田のババ（たかたのババ）
魔女。店で売っている雑誌情報から作った秘薬で若い男を逆ナンしまくる美女になるのが望みで材料の入荷をゴリ押ししていた。
三平（みひら）
河童。なぜか海でサーフィンにハマっている。
魔物ハンター
人間界に来ている魔物を狩ることを生業としているが、世のため人のためではなく「自身の欲（魔物退治の報酬や名誉）」目当てで活動している俗物。

## 単行本
- CRコミックス（JIVE）全1巻

1. ISBN 4861763525